# Sally Jewell

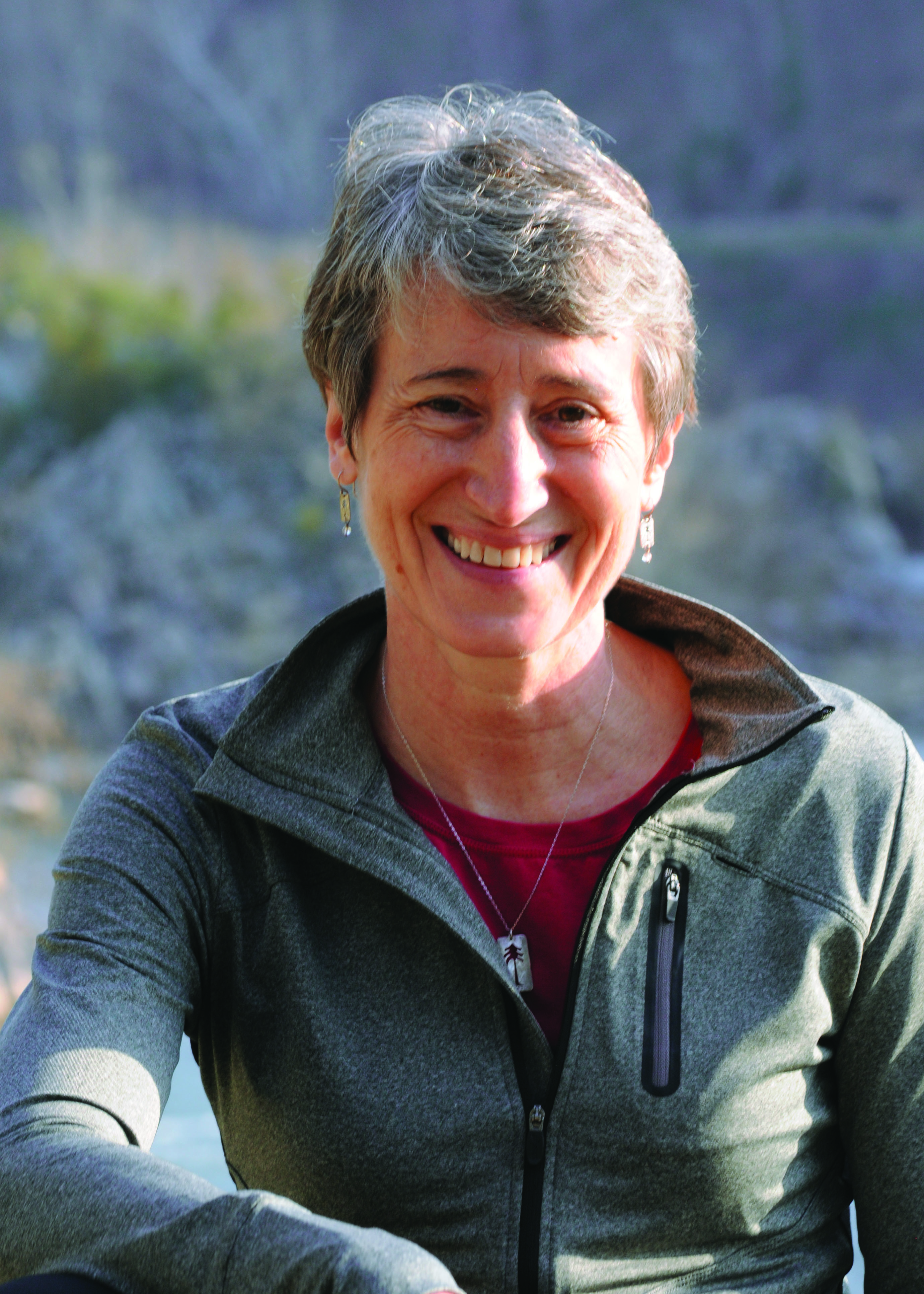
Sally Jewell

Sarah Margaret Roffey (Sally) Jewell (21 februari 1956) is een Brits-Amerikaans zakenpersoon en politicus. Van 12 april 2013 tot 20 januari 2017 was ze minister van Binnenlandse Zaken (Secretary of the Interior) in het kabinet-Obama.

## Biografie
Sally Jewel werd in 1956 in Engeland geboren en verhuisde op vierjarige leeftijd naar de staat Washington. In 1978 behaalde ze een diploma werktuigbouwkunde aan de Universiteit van Washington.
Jewell werkte achtereenvolgens voor oliemaatschappij Mobil en de banken Rainier Bank, Security Pacific, WestOneBank en Washington Mutual. In 2000 werd zij coo van REI, een winkelketen van kleding en materiaal voor natuurrecreatie. In 2005 schopte ze het tot ceo van het bedrijf. Puget Sound Business Journal noemde haar in 2006 CEO of the Year.
Jewell heeft in de raden van bestuur gezeten van zorgverzekeraar Premera, de National Parks Conservation Association en de Universiteit van Washington. Ze was betrokken bij de oprichting van de Mountains to Sound Greenway Trust. In 2009 ontving Jewell de Rachel Carson Award van de National Audubon Society voor haar voortrekkersrol in en toewijding aan natuurbescherming.
Sally Jewell is geen carrièrepolitica. Wel schonk ze in 2008 aan de verkiezingscampagnes van verschillende Democratische kandidaten. Op 6 februari 2013 droeg president Barack Obama haar voor als opvolger van Ken Salazar om het Department of the Interior te leiden. Dat ministerie houdt zich voornamelijk bezig met het grondgebied in het bezit van de federale overheid, de zogenaamde federal lands, zoals nationale parken, militaire bases en indianenreservaten. Haar nominatie stootte op weinig verzet, zowel van Republikein als van de milieubeweging. De nominatie werd bij meerderheid goedgekeurd door de bevoegde Senaatscommissie en de voltallige Senaat.